# Croix discoïdale de Montferrand
La croix discoïdale de Montferrand est une croix située à Montferrand, en France.

## Description
Cette croix est intéressante par l'archaïsme de la croix de Toulouse qui y est figurée. Au centre, est représentée une croix grecque en réserve dans un petit carré à diagonale verticale. Les bras de la croix sont prolongés chacun par trois tiges rectilignes divergentes, tracées d'un seul trait en creux et terminées par des besants. La croix est cantonnée de très petites croisettes. Au pied sont dessinés un losange et deux triangles, avec un trait de base. Il est possible que ce dessin, très schématisé et imparfaitement visible, soit celui d'une fleur de lys. L'autre face de la stèle discoïdale est identique mais très dégradée.

## Localisation
La croix était située dans le cimetière Saint-Pierre d'Alzonne à quelques mètres au nord de l'église de la commune de Montferrand, dans le département français de l'Aude.
En 1984, elle est transférée chez un particulier, puis dans le hall fermé précédant le portail ouest de l'église Saint-Pierre d'Alzonne, située en contrebas du village. 

## Historique
L'édifice est inscrit au titre des monuments historiques en 1948.
Déplacée deux fois depuis 1984, la croix n'est plus considérée comme un immeuble et son inscription est abrogée par arrêté du 30 janvier 2012.